# Liste des titres musicaux numéro un en France en 1967
Cette page liste les singles classés n°1 des ventes de disques en France durant l'année 1967.

## Numéros un par semaine

### Classement des singles
| Semaine | Sortie       | Artiste          | Titre                         |
| ------- | ------------ | ---------------- | ----------------------------- |
| 1       | 7 janvier    | Mireille Mathieu | Paris en colère               |
| 2       | 14 janvier   | Mireille Mathieu | Paris en colère               |
| 3       | 21 janvier   | Mireille Mathieu | Paris en colère               |
| 4       | 28 janvier   | Mireille Mathieu | Paris en colère               |
| 5       | 4 février    | Mireille Mathieu | Paris en colère               |
| 6       | 11 février   | Salvatore Adamo  | Inch'Allah                    |
| 7       | 18 février   | Salvatore Adamo  | Inch'Allah                    |
| 8       | 25 février   | Salvatore Adamo  | Inch'Allah                    |
| 9       | 4 mars       | Salvatore Adamo  | Inch'Allah                    |
| 10      | 11 mars      | Petula Clark     | C'est ma chanson              |
| 11      | 18 mars      | Petula Clark     | C'est ma chanson              |
| 12      | 25 mars      | Petula Clark     | C'est ma chanson              |
| 13      | 1er avril    | Petula Clark     | C'est ma chanson              |
| 14      | 8 avril      | Petula Clark     | C'est ma chanson              |
| 15      | 15 avril     | Petula Clark     | C'est ma chanson              |
| 16      | 22 avril     | Petula Clark     | C'est ma chanson              |
| 17      | 29 avril     | Petula Clark     | C'est ma chanson              |
| 18      | 6 mai        | Petula Clark     | C'est ma chanson              |
| 19      | 13 mai       | Petula Clark     | C'est ma chanson              |
| 20      | 20 mai       | Petula Clark     | C'est ma chanson              |
| 21      | 27 mai       | Petula Clark     | C'est ma chanson              |
| 22      | 3 juin       | Enrico Macias    | Les millionnaires du dimanche |
| 23      | 10 juin      | Enrico Macias    | Les millionnaires du dimanche |
| 24      | 17 juin      | Enrico Macias    | Les millionnaires du dimanche |
| 25      | 24 juin      | Procol Harum     | A Whiter Shade of Pale        |
| 26      | 1er juillet  | Procol Harum     | A Whiter Shade of Pale        |
| 27      | 8 juillet    | Procol Harum     | A Whiter Shade of Pale        |
| 28      | 15 juillet   | Sheila           | Adios Amor                    |
| 29      | 22 juillet   | Sheila           | Adios Amor                    |
| 30      | 29 juillet   | Sheila           | Adios Amor                    |
| 31      | 5 août       | Procol Harum     | A Whiter Shade of Pale        |
| 32      | 12 août      | Sheila           | Adios Amor                    |
| 33      | 19 août      | Sheila           | Adios Amor                    |
| 34      | 26 août      | Sheila           | Adios Amor                    |
| 35      | 2 septembre  | Sheila           | Adios Amor                    |
| 36      | 9 septembre  | The Beatles      | All You Need Is Love          |
| 37      | 16 septembre | The Beatles      | All You Need Is Love          |
| 38      | 23 septembre | The Beatles      | All You Need Is Love          |
| 39      | 30 septembre | Salvatore Adamo  | Une larme aux nuages          |
| 40      | 7 octobre    | Salvatore Adamo  | Une larme aux nuages          |
| 41      | 14 octobre   | Salvatore Adamo  | Une larme aux nuages          |
| 42      | 21 octobre   | Salvatore Adamo  | Une larme aux nuages          |
| 43      | 28 octobre   | Salvatore Adamo  | Une larme aux nuages          |
| 44      | 4 novembre   | Mireille Mathieu | La Dernière Valse             |
| 45      | 11 novembre  | Mireille Mathieu | La Dernière Valse             |
| 46      | 18 novembre  | Mireille Mathieu | La Dernière Valse             |
| 47      | 25 novembre  | Mireille Mathieu | La Dernière Valse             |
| 48      | 2 décembre   | Mireille Mathieu | La Dernière Valse             |
| 49      | 9 décembre   | Mireille Mathieu | La Dernière Valse             |
| 50      | 16 décembre  | Mireille Mathieu | La Dernière Valse             |
| 51      | 23 décembre  | Mireille Mathieu | La Dernière Valse             |
| 52      | 30 décembre  | Mireille Mathieu | La Dernière Valse             |